# Поясок (перешеек)
Поясок — перешеек в центральной части острова Сахалин. Соединяет его южную часть (так называемый «хвост») с остальной территорией острова. На западе его омывает Японское море, на востоке — Охотское море. Является самым узким местом острова с минимальной шириной порядка 26—27 км.

## Характеристика
Перешеек, как и весь остров Сахалин, является довольно сейсмоопасной зоной с потенциальной силой землетрясений в этом регионе пределах от 5,3 до 6,3 баллов. В плане рельефа перешеек Поясок занимают холмы и сопки, имеющие небольшие высоты. Восточную часть перешейка занимает крутосклонный хребет Жданко (максимальная высота — г. Жданко — 681 м ВУМ), получивший статус памятника природы в 1988 году. K югу от него вздымается Южно-Камышовый хребет высотой до 1021 м. Самой же высокой горой Сахалина южнее п-ова Поясок является гора Пушкинская (1047 м ВУМ). Также выделяется Пик Чехова (1045 м ВУМ), расположенный в 15 км к северо-западу от г. Южно-Сахалинск. Перешеек играет важную роль в разграничении флористических пространств острова: он отделяет еловые леса от пихтарников.